# Frank Forberger
Frank Forberger (Meißen, 5 de marzo de 1943-Meißen, 30 de septiembre de 1998) fue un deportista de la RDA que compitió en remo.
Participó en dos Juegos Olímpicos de Verano en los años 1968 y 1972, obteniendo dos medallas, oro en México 1968 y oro en Múnich 1972. Ganó dos medallas en el Campeonato Mundial de Remo, en los años 1966 y 1970, y tres medallas en el Campeonato Europeo de Remo entre los años 1967 y 1971.

## Palmarés internacional
| Juegos Olímpicos   | Juegos Olímpicos          | Juegos Olímpicos | Juegos Olímpicos   |
| Año                | Lugar                     | Medalla          | Prueba             |
| ------------------ | ------------------------- | ---------------- | ------------------ |
| 1968               | Ciudad de México (México) | Medalla de oro   | Cuatro sin timonel |
| 1972               | Múnich (RFA)              | Medalla de oro   | Cuatro sin timonel |
| Campeonato Mundial |                           |                  |                    |
| Año                | Lugar                     | Medalla          | Prueba             |
| 1966               | Bled (Yugoslavia)         | Medalla de oro   | Cuatro sin timonel |
| 1970               | St. Catharines (Canadá)   | Medalla de oro   | Cuatro sin timonel |
| Campeonato Europeo |                           |                  |                    |
| Año                | Lugar                     | Medalla          | Prueba             |
| 1967               | Vichy (Francia)           | Medalla de oro   | Cuatro sin timonel |
| 1969               | Klagenfurt (Austria)      | Medalla de plata | Dos sin timonel    |
| 1971               | Copenhague (Dinamarca)    | Medalla de oro   | Cuatro sin timonel |